# The School for Scandal
The School for Scandal é um filme de comédia mudo produzido no Reino Unido e lançado em 1930.